# Greta Kassler
Greta Kassler är ett svenskt trallpunkband som startades våren 2005. Består av medlemmar från Bison, Kvalster, Simma i Vättern och Physical Rocket. Släppte sitt debutalbum Känner du skuld? under hösten 2006 på Buzzbox Records/Trapdoor Records. Har även medverkat på ett flertal samlingsskivor.

## Medlemmar
- Johan Isaksson - Trummor
- Magnus Hedman - Gitarr & sång
- Peter Karbelius - Bas & kör
- Tomas Nilsson - Gitarr & sång

Tidigare medlemmar
- Daniel Karbelius - trummor

## Diskografi
- 2006 - Känner du skuld?
- 2007 - Miss Universum
- 2008 - Människovärdet
- 2010 - Greta Kassler - Live på 44an
- 2012 - Ge mig luft
- 2016 - Ingen tittar på

## Samlingar
- 2006 - Äggröran 7
- 2006 - Tralleluja no1
- 2006 - Samling vid punken!
- 2008 - Melodier vi minns (typ) - 4-spårs coverplatta
- 2007 - Alla goda ting är kol
- 2007 - Samling vid punken! #2
- 2008 - Inför ett sådant argument måste jag naturligtvis böja mig
- 2009 - Samling vid punken! #4